# Moira Lister
Pour les articles homonymes, voir Lister (homonymie).
Moira Lister, Vicomtesse d'Orthez (née le 6 août 1923 au Cap et morte le 27 octobre 2007), est une actrice et écrivaine sud-africaine et britannique.

## Biographie
Elle naît le 6 août 1923 au Cap en Afrique du Sud, du Major James Lister et de son épouse Margaret Hogan. Elle reçoit son éducation au Couvent du Sacré-Cœur de Parktown à Johannesbourg.
En 1951, elle épouse un officier français des Spahis et vigneron, Jacques Gachassin-Lafite, vicomte d'Orthez issu d'une « famille franco-belge distinguée, », dont elle a deux filles Chantal et Christobel.
Elle repose ainsi que son mari au cimetière paroissial de l'église catholique de Saint Edward à Sutton Green (Surrey).

## Distinctions
- Membre du British Catholic Stage Guild
- Meilleure actrice de l'année (1971)
- Freedom of the City of London (2000)
- Naledi Award (2006)

## Filmographie

### Cinéma
- 1943 : The Shipbuilders de John Baxter
- 1944 : Love Story de Leslie Arliss
- 1945 : The Agitator de John Harlow
- 1946 : Recherché pour meurtre (en) (Wanted for Murder) de Lawrence Huntington
- 1948 : Conditions difficiles (Uneasy Terms) de Vernon Sewell
- 1948 : Une âme perdue (en) (So Evil My Love) de Lewis Allen
- 1948 : Un autre rivage (Another Shore) de Charles Crichton
- 1949 : De la coupe aux lèvres (A Run for Your Money) de Charles Frend
- 1951 : Les Trafiquants du Dunbar (Pool of London) de Basil Dearden
- 1951 : Files from Scotland Yard (en) d'Anthony Squire (en)
- 1951 : Mon phoque et elles de Pierre Billon
- 1952 : Something Money Can't Buy de Pat Jackson
- 1953 : La Mer cruelle (The Cruel Sea) de Charles Frend
- 1953 : Grand National Night de Bob McNaught
- 1953 : The Limping Man de Cy Endfield
- 1953 : Le Roi de la pagaille (Trouble in Store) de John Paddy Carstairs
- 1955 : Le Voyageur sans billet (John and Julie) de William Fairchild
- 1955 : L'Autre Homme (The Deep Blue Sea) d'Anatole Litvak
- 1957 : Pour que les autres vivent (Seven Waves Away) de Richard Sale
- 1964 : La Rolls-Royce jaune (The Yellow Rolls-Royce) d'Anthony Asquith
- 1967 : La Griffe (The Double Man) de Franklin J. Schaffner
- 1967 : L'Étranger dans la maison (Stranger in the House) de Pierre Rouve
- 1989 : Ten Little Indians d'Alan Birkinshaw

### Télévision
- Frieda (1948, TV)
- 1967 : Saison 5 de Chapeau melon et bottes de cuir, Épisode 5 : L'homme transparent (The See-Through Man)
- 2000 : Le Dixième Royaume (The 10th Kingdom)

## Publication
- Autobiographie : The Very Merry Moira (Hodder & Stoughton Ltd 1969)